# Deodato Scanderebech
Deodato Scanderebech (Alliste, 28 aprile 1951) è un politico italiano.

## Biografia
Laureato in ingegneria meccanica, sposato, ha una figlia, ha lavorato per anni nel settore edilizio collaborando con la Fiat.
Nel 1993 entra in politica e ricopre per molti anni incarichi istituzionali e di partito, viene denominato "Mister Preferenze" per la quantità di preferenze che riusciva a prendere in ogni competizione elettorale. Scanderebech è anche noto per le sue numerose trasmissioni televisive nei più celebri mercati torinesi dove intervistava le persone sui temi di attualità politica e sui loro bisogni.

### In consiglio regionale
Nel 1995, in occasione delle elezioni regionali, si candida alla carica di Consigliere regionale del Piemonte nella circoscrizione di Torino per le liste di Forza Italia e risulta il secondo di sei eletti con 4.692 preferenze, e ricopre tale carica per tre legislature. Rimane Consigliere regionale di Forza Italia dal 1995 al 2002, mentre dal 2003 fino alla fine della legislatura e per tutto l'arco della legislatura 2005-2010 è Consigliere regionale dell'Unione di Centro. Inoltre, sempre nella Regione Piemonte, è stato anche assessore all'agricoltura.
In occasione delle elezioni politiche del 2008 si candida alla Camera dei deputati sempre per le liste dell'Unione di Centro, risultando primo dei non eletti. Nel 2010, in occasione delle imminenti elezioni regionali in Piemonte, costituisce una lista elettorale propria a sostegno del candidato del centrodestra Roberto Cota, denominata Al Centro con Scanderebech. La coalizione di centrodestra vince le elezioni con uno scarto di appena 0,40 punti percentuali e Roberto Cota diventa presidente della Regione. La lista di Scanderebech, avendo ottenuto 12.154 voti, corrispondenti allo 0,64%, è determinante per la vittoria del centrodestra, e, anche per questo motivo, diventa protagonista di un caso curioso ed eclatante. All'indomani della vittoria del centrodestra, il 30 marzo 2010, il presidente uscente Mercedes Bresso annunciò il ricorso al TAR contestando la lista di Scanderebech e altre tre liste minori a sostegno di Roberto Cota, che sono i Verdi Verdi, il Partito Pensionati e la lista Consumatori.
La lista di Scanderebech si avvalse della facoltà di non raccogliere le firme di presentazione per i candidati poiché Scanderebech era Capogruppo uscente di un partito, e a esso venne contestato tale apparentamento. Il pronunciamento del TAR fu che la lista di Scanderebech, insieme a quella Consumatori, venne dichiarata illegittima e venne quindi disposto il riconteggio delle schede di ambedue le liste. Il ricorso in secondo grado del Presidente della Regione Piemonte Roberto Cota al Consiglio di Stato fu accolto, bloccando il riconteggio delle schede elettorali, considerando la lista di Scanderebech legittima.

### Alla Camera
Scanderebech non viene eletto in Consiglio regionale ma (dopo che Michele Vietti il 29 luglio 2010 viene eletto come componente laico del CSM), subentra alla Camera dei deputati e aderisce al gruppo parlamentare del Popolo delle Libertà sino al settembre 2010. Poi si iscrive al gruppo dell'UDC, che lascia il 23 settembre 2011 per divergenze territoriali e si iscrive al gruppo alla Camera di Futuro e Libertà per l'Italia. Subito dopo al Congresso Regionale di FLI celebrato a Torino viene eletto Coordinatore regionale di FLI in Piemonte. Termina il proprio mandato parlamentare nel 2013.
Nel 2021 ritorna in Forza Italia.